# Prix Enfantaisie
Der Prix Enfantaisie ist ein Schweizer Kinderbuchpreis.
Der Preis wird jährlich seit 1987 von der «Fondation la Joie de Lire» in der französischsprachigen Schweiz gestiftet und ist mit 5'000 Schweizer Franken dotiert. Die Jury besteht aus Kindern zwischen 7 und 10 Jahren.

## Preisträger (Auswahl)

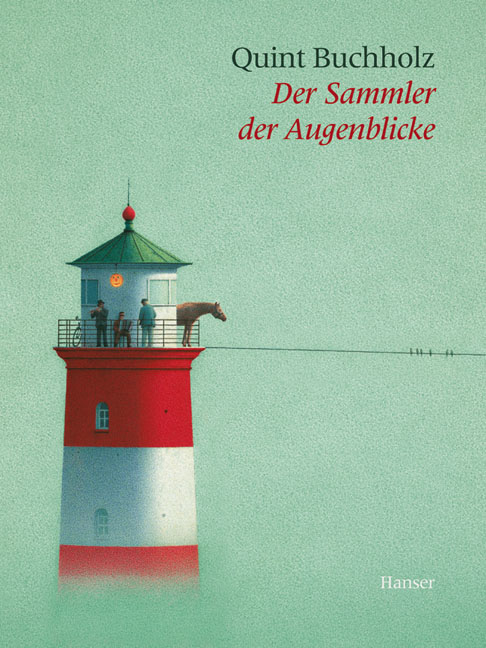
Titel der deutschen Ausgabe von Der Sammler der Augenblicke.

- 1990: Chien Bleu (Blauer Hund) von Nadja
- 1999: Le Collectionneur d’Instants (Der Sammler der Augenblicke) von Quint Buchholz
- 2000: Les trois vœux de Barbara (Wenn ich mir etwas wünschen könnte) von Franz Hohler
- 2002: Der Kern von Isabel Pin
- 2003: A pas de louve von Jo Hoestlandt und Marc Daniau
- 2007: L’almanavache von Adeline Yzac und Gisbert Monts
- 2008:
  - Kategorie Bilderbuch: Une histoire à toutes les sauces von Gilles Barraqué und Gaëtan Dorémus
  - Kategorie Roman: Mary tempête von Alain Surget
- 2009:
  - Kategorie Bilderbuch: Michel, le mouton qui n’avait pas de chance von Sylvain Victor
  - Kategorie Roman: Méto von Yves Grevet
- 2010:
  - Kategorie Bilderbuch: Mes parents sont marteaux ! von Philippe Besnier und Lynda Corazza
  - Kategorie Roman: Des poissons dans la tête von Louis Sachar
- 2011:
  - Kategorie Bilderbuch: Moi, le loup et les vacances avec pépé von Delphine Perre
  - Kategorie Roman: Panthère von Carl Hiaasen
- 2012:
  - Kategorie Bilderbuch: Le slip de bain ou les pires vacances de ma vie von Charlotte Moundlic und Olivier Tallec
  - Kategorie Roman: Histoires bizarres de Balthazar von Chris Mould
- 2013:
  - Kategorie Bilderbuch: Jour de piscine von Christine Naumann-Villemin
  - Kategorie Roman: 43, rue du Vieux-Cimetière (T. 1). Trépassez votre chemin von Kate Klise
- 2014:
  - Kategorie Bilderbuch: Dada von Albertine Zullo und Germano Zullo
  - Kategorie Roman: 500 000 euros d’argent de poche von Rémi Stefani
- 2015:
  - Kategorie Bilderbuch: Le mystère von la grande dune von Max Ducos
  - Kategorie Roman: Oliver et les îles vagabondes von Philippe Reeve und Sarah McIntyre
- 2016:
  - Kategorie Bilderbuch: Tangapico von Didier Lévy und Alexandra Huard
  - Kategorie Roman: Carambol’Ange von Clémentine Beauvais und Eglantine Ceulemans
- 2017:
  - Kategorie Bilderbuch: Course épique von Marie Dorléans
  - Kategorie Roman: Mon frère est un super-héros von David Solomons
- 2018:
  - Kategorie Bilderbuch: Le chevalier blanc von Michaël Escoffier und Stéphane Sénégas
  - Kategorie Roman: Pax et le petit soldat von Sara Pennypacker und Jon Klassen
- 2019:
  - Kategorie Bilderbuch: Une super histoire de cow-boy von Delphine Perret
  - Kategorie Roman: Vingt-quatre heures dans l’incroyable bibliothèque de M. Lemoncello von Chris Grabenstein
- 2020:
  - Kategorie Bilderbuch: Poussin von Davide Cali und David Merveille
  - Kategorie Roman: L’attaque des cubes von Marine Carteron
- 2021:
  - Kategorie Bilderbuch: En cas d’attaque von Séverine Huguet
  - Kategorie Roman: Mystères à minuit. La ville la plus hantée du monde von Camille Brissot
- 2022:
  - Kategorie Bilderbuch: Résidence Beau Séjour von Gilles Bachelet
  - Kategorie Roman: Mystères sur les rails (T. 1). Le vol du Highland Falcon von M. G. Leonard und Sam Sedgman
- 2023:
  - Kategorie Bilderbuch: Tex la terreur von Paul Martin und Antonin Louchard
  - Kategorie Roman: Le secret de Lost Lake von Jacqueline West